# 氷川丸ものがたり
『氷川丸ものがたり』（ひかわまるものがたり）は2015年8月22日に公開された虫プロダクション制作の日本の長編アニメーション映画。

## 概要
1930年(昭和5年)に貨客船として北米航路に就航し、太平洋戦争下の病院船を経て1960年（昭和35年）に引退した氷川丸の証言を纏めた原作エッセイを基に、氷川丸に憧れて司厨部員となった平山次郎と氷川丸の人生を描く。
2015年5月18日に氷川丸エントランスロビーで製作記者会見、2015年7月8日に完成記念記者発表が行われ、声優初挑戦となった野々垣濯太と丸山祐花が映画をPR。2015年8月22日に「横浜ブルク13」でロードショーされ、2016年9月までに全国各地のイオンシネマやミニシアターで興業上映が行われた。2016年10月時点では各地の上映会組織などの主催による公共施設での自主上映が行われている。
大元の原作「氷川丸物語」は1978年に高橋茂著によるものがかまくら春秋社から刊行されているが、映画公開に合わせて2015年6月に同社代表伊藤玄二郎著による「氷川丸ものがたり」が刊行され、2016年8月に増補版が改めて刊行されている。

## 登場人物（キャスト）
平山次郎（13〜16歳）
声 - 日下ちひろ
平山次郎（24歳〜）
声 - 河本啓佑
山中浩
声 - 山中真尋
稲垣貞雄（甲板員）
声 - 笹田貴之
森本誠一（看護師）
声 - 山口清裕
菅田キヨ子
声 - 小林沙苗
平山源三
声 - 桐本琢也
平山光恵
声 - 風谷南友
秋永八郎
声 - 山野井仁
氷川丸の船長。
大久保鉄蔵
声 - 斉藤次郎
各務原茂雄
声 - 楠見尚己
松田昭伸
声 - 野川雅史
氷川丸の事務長。
春日光
声 - 三瓶由布子
春日
声 - 越後屋コースケ
石井忠治
声 - 佐々健太
司厨長
声 - 蜂須賀智隆
甲板員A
声 - 熱田友貴
司厨員A
声 - 本田裕之
工藤（調理員）
声 - 堀内隼人
平山次郎（回想3歳）
声 - 日野まり
中道
声 - 野々垣あろうた
内海
声 - 斎藤マサツグ
看護婦
声 - 丸山祐花
現のラジオ放送
声 - Ryan Drees
城本船長
声 - 金谷範夫（日本郵船氷川丸第28代船長）

## スタッフ
- 原作 - 伊藤玄二郎（かまくら春秋社）
- 製作 - 伊藤叡、伊藤玄二郎
- エグゼクティブ・プロデューサー - 古川洽次
- 脚本 - 松下隆一、三浦浩児
- 音楽 - 山下康介
- キャラクターデザイン・作画監督 - 山縣亜紀
- 美術監督 - 本多敬
- 彩色設定 - 西川裕子
- CGアニメーションディレクター - 塩満健太郎（シモグミ）
- CGモデリングディレクター - 渡邊聡（シモグミ）
- 撮影監督 - 武原健二（スタジオトゥインクル）
- 編集 - 中葉由美子（岡安プロモーション）
- 音響監督 - 清水勝則
- 音響効果 - 今野康之（スワラ・プロ）
- 録音調整 - 武藤雅人
- 録音スタジオ - スリーエススタジオ
- 音響製作担当 - 八木沼智彦
- 音響制作 - ザック・プロモーション
- 演出助手 - 大賀まこと
- 制作担当 - 田代街子
- 資料調査 - 池田圭介
- 絵コンテ - 大原実
- プロデューサー - 八田圭子、田中愛子
- 監督 - 大賀俊二

## 楽曲
主題歌『彼方』
作詞・作曲・編曲:小田和正、歌：小田和正